# Dawson (Pensylwania)
Dawson – miasto w Stanach Zjednoczonych, w stanie Pensylwania, w hrabstwie Fayette.